# Intel Overdrive

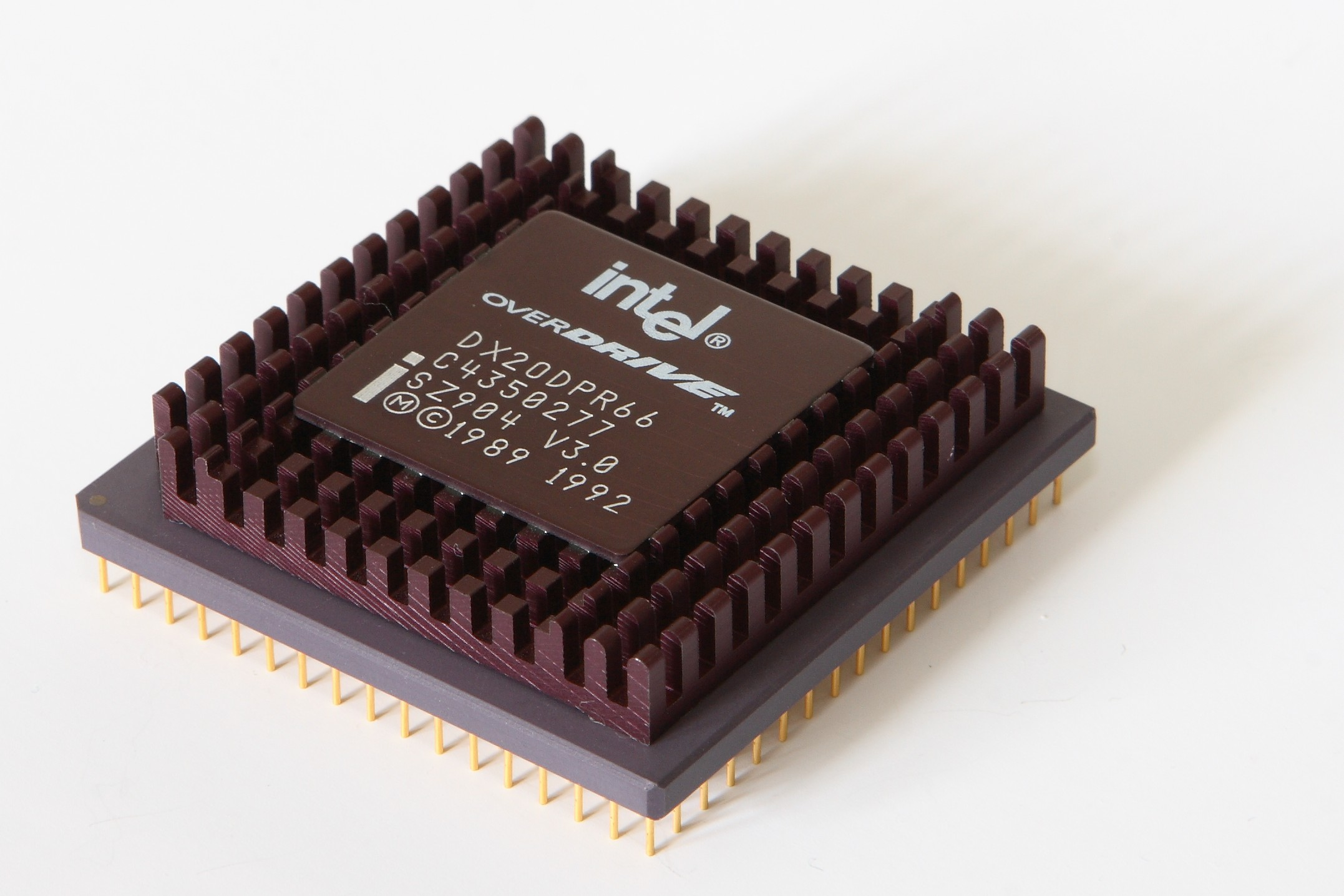
Intel 486 DX2 Overdrive 66 MHz

Unter der Bezeichnung Intel OverDrive hat das Unternehmen Intel zwischen Mai 1992 und dem Jahr 1998 Prozessoren vermarktet, die zum Aufrüsten von Systemen mit älteren CPUs gedacht waren.

## Geschichte

### i486 OverDrive

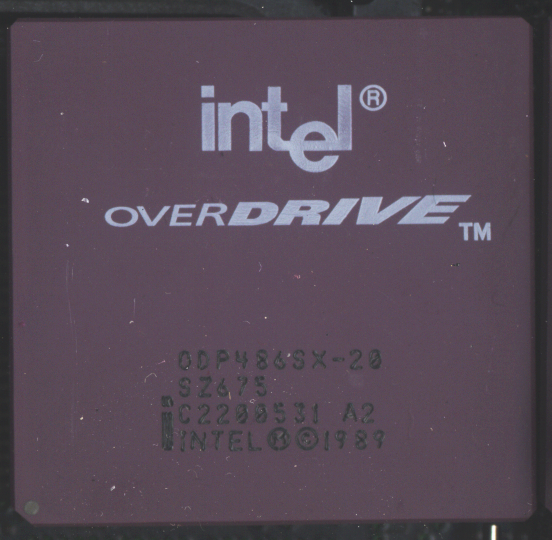
Intel 486SX Overdrive mit 20 MHz
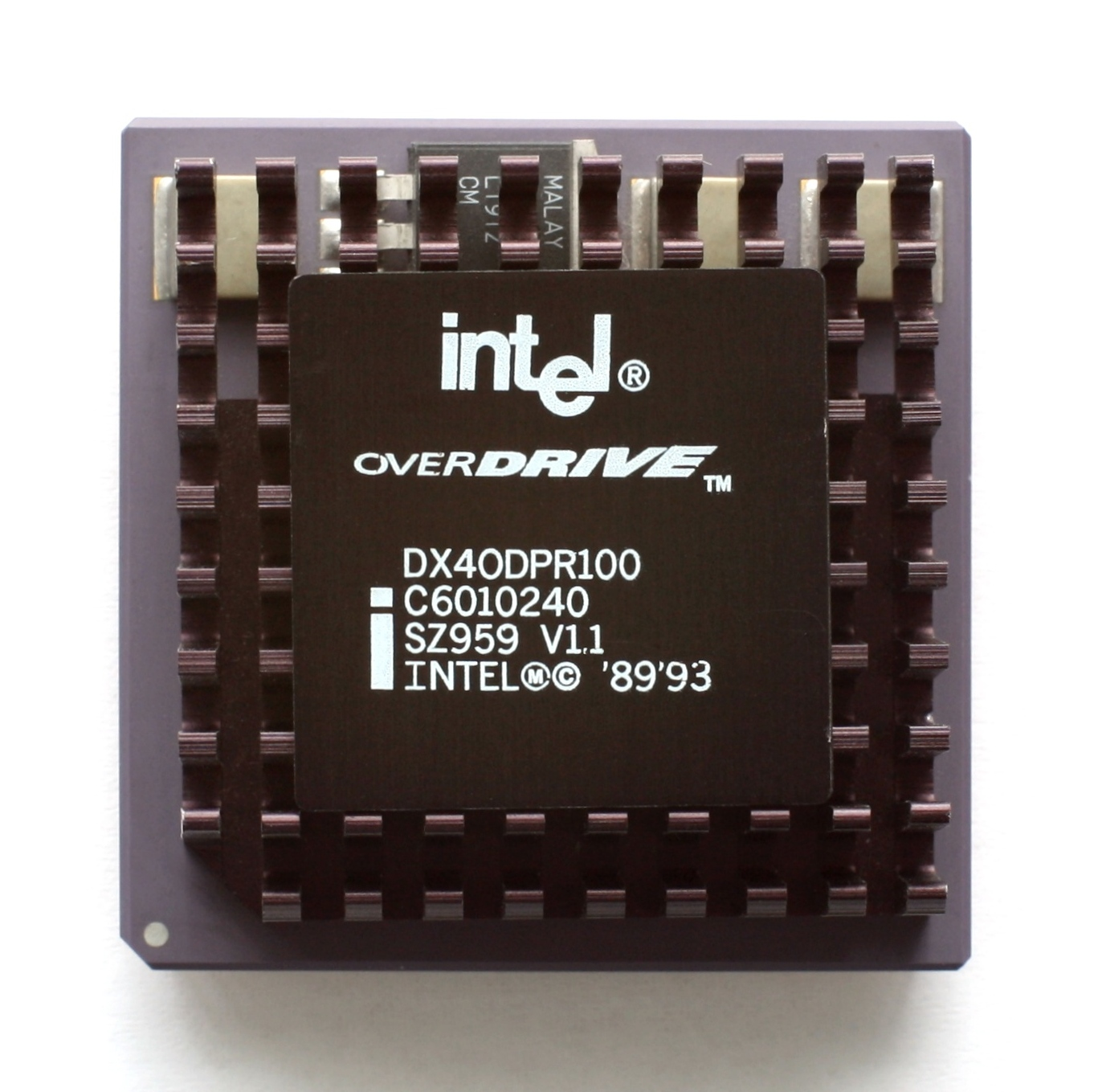
Intel DX4 Overdrive mit 100 MHz

Ein Intel i486-Overdrive-Prozessor ist zum Aufrüsten von existierenden 80486-Systemen gedacht und ist eine spezielle Version der jeweiligen i486DX2-, i486SX2- und Intel-DX4-Prozessoren.
Damit diese Overdrive-Prozessoren in der älteren Systemumgebung lauffähig sind, besitzen sie eine vorgegebene Taktvervielfachung und ignorieren die externen Einstellungen des Multiplikators. Außerdem funktionieren sie grundsätzlich mit 5 V Spannungsversorgung. Im Fall der Overdrive-Version des Intel DX4 befindet sich auf der Prozessoroberfläche ein Spannungswandler, der die notwendige Prozessorbetriebsspannung von 3,3 V aus der vorhandenen 5 V Spannung generiert.
Der erste OverDrive-Prozessor ist ein im Mai 1992 vorgestellter i486DX2, der in einer i486SX-Hauptplatine betrieben werden kann. Somit kann ein solches System mit einer FPU nachgerüstet werden, die dem i486SX fehlt. Darauf folgend wurden die übrigen Varianten des i486 als OverDrive-CPU angeboten.

### Pentium OverDrive

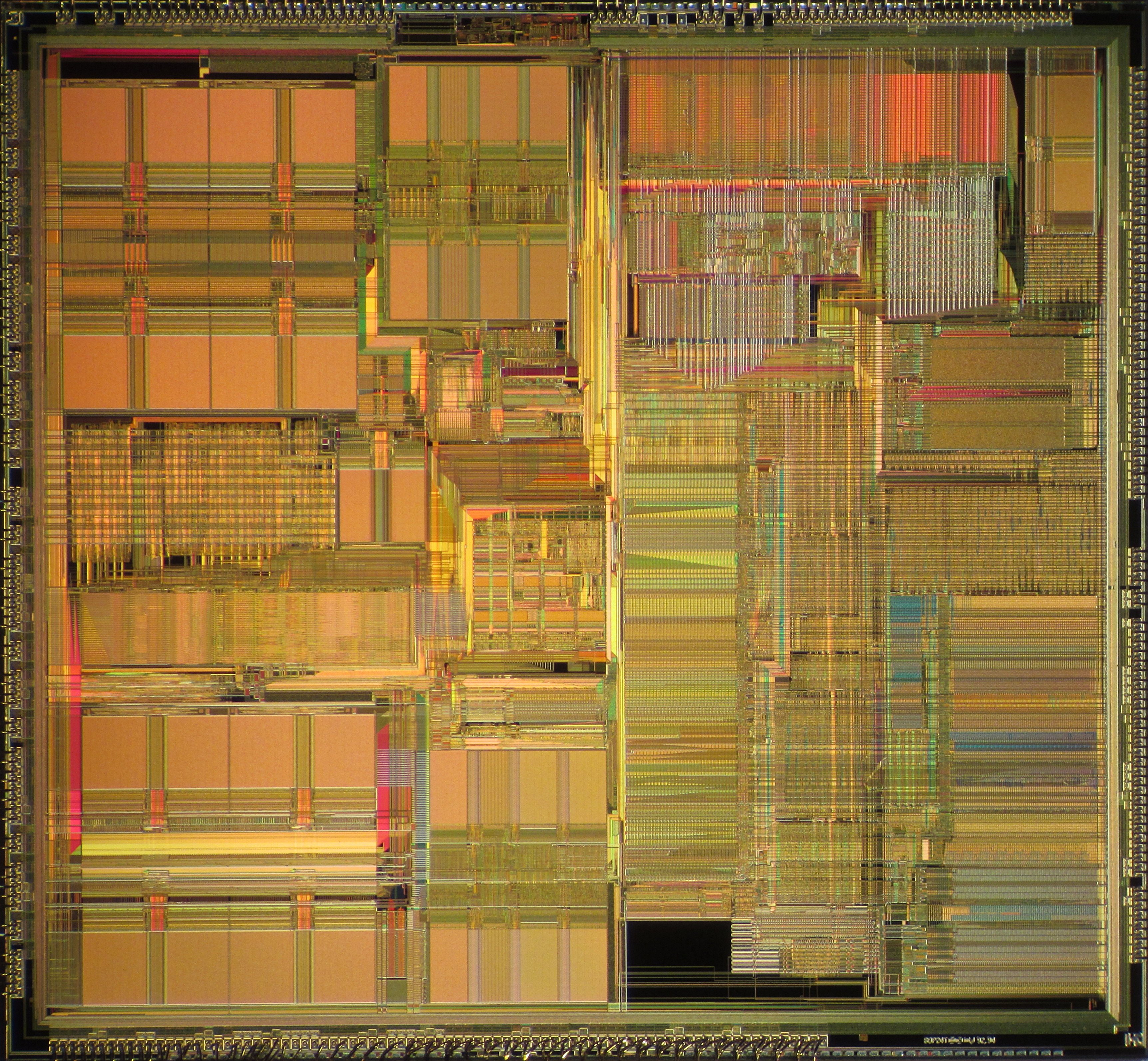
Die eines Intel Pentium OverDrive 83 MHz (Sockel 3)
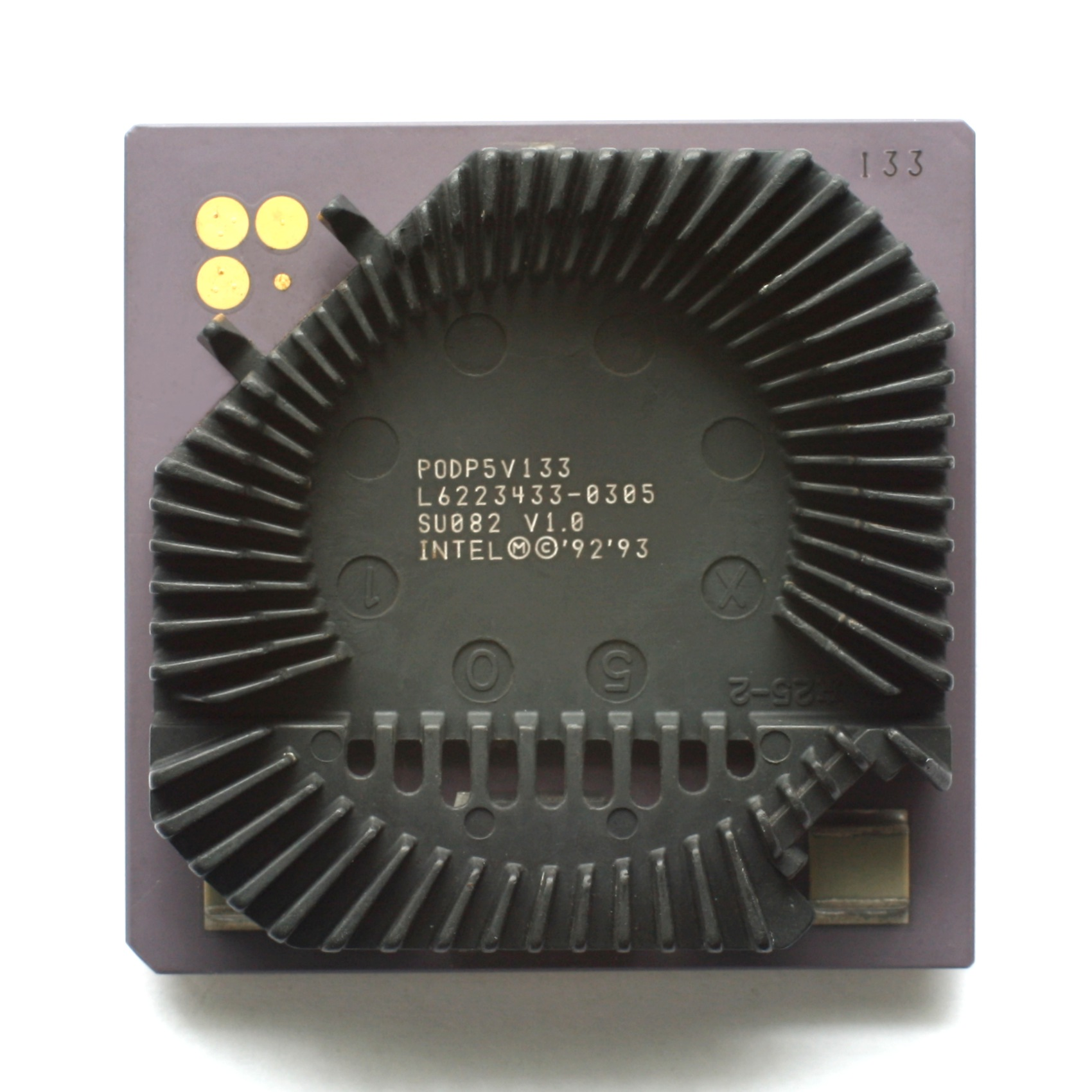
Pentium Overdrive PODP5V133 ohne Lüfter
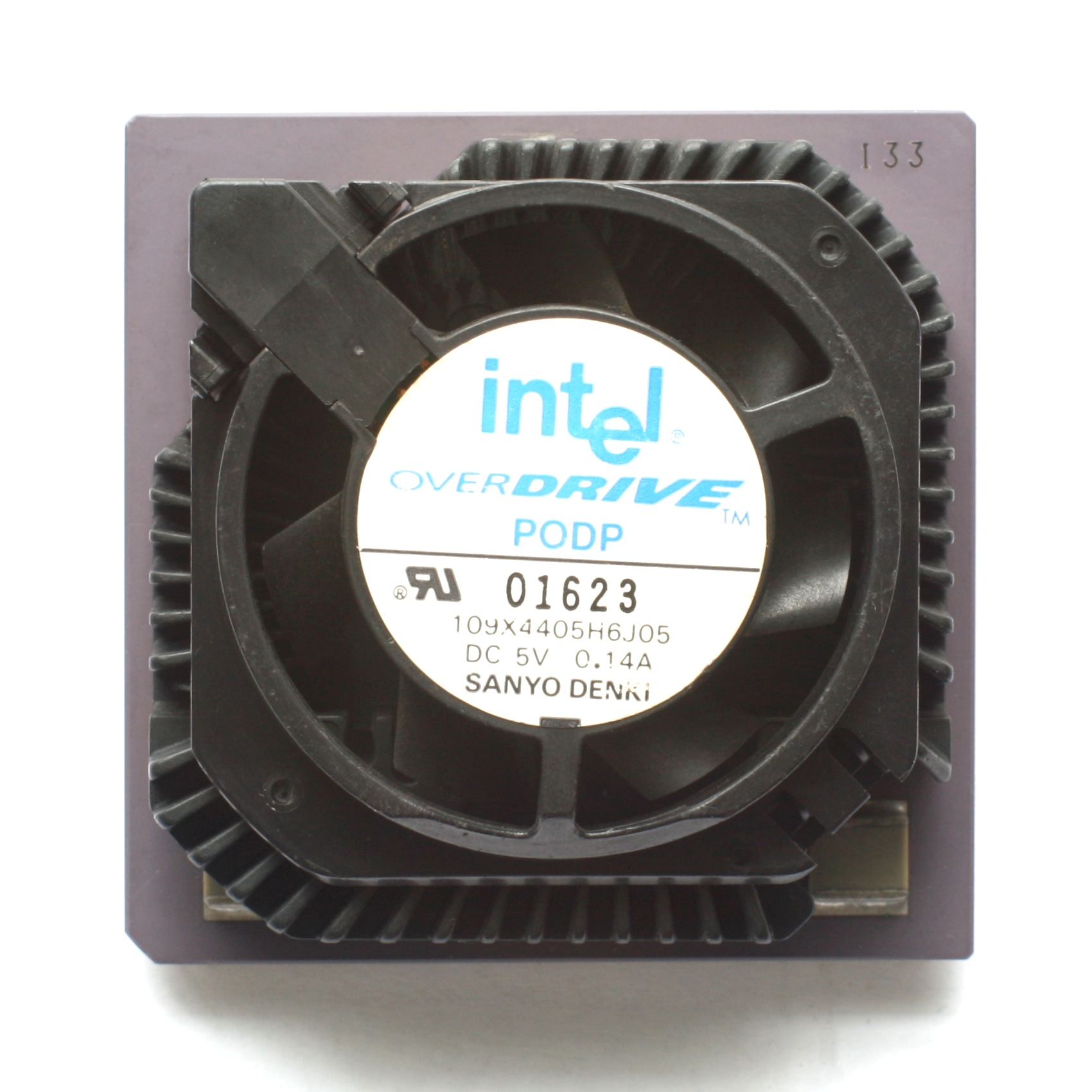
Pentium Overdrive für den Sockel 4, 120/133 MHz

Die letzten OverDrive-Prozessoren für 486er-Hauptplatinen sind die Pentium OverDrive mit 63 MHz (PODP5V63) bzw. 83 MHz (PODP5V83). Sie erfordern zum Einbau einen ZIF-Sockel. Da auf diesen Hauptplatinen die Vorteile von Pentium-Chipsätzen – wie der 64 bit breite Speicherbus – nicht in Anspruch genommen werden können, sind sie jedoch nicht schneller als die vergleichbaren 486-kompatiblen Prozessoren Am5x86 und Cyrix 5x86 der Konkurrenz. Aus diesen Gründen und der späten Markteinführung floppte das Produkt für den Sockel 3.
Anders sah es beim Sockel 4 aus: Der originale Pentium von Intel arbeitete mit einer vergleichsweise hohen Betriebsspannung (5 V) und einen festgelegten Taktverhältnis 1:1 von Prozessor zu Frontsidebus (entweder 60 oder 66 MHz). Nicht nur dies, sondern auch der mechanisch inkompatible Sockel 4 verhinderten den Einsatz verbesserter und schnellerer Pentium-CPUs (P54, Sockel 5/7, 3,3 V) und kamen deshalb nicht als günstige Aufrüstalternative in Frage. Deshalb bot Intel den Pentium Overdrive PODP5V133 mit einem festen Multiplikator von 2 für den Sockel 4 an. Daraus ergab sich eine Taktfrequenz von 120 MHz oder 133 MHz.

### Pentium MMX OverDrive

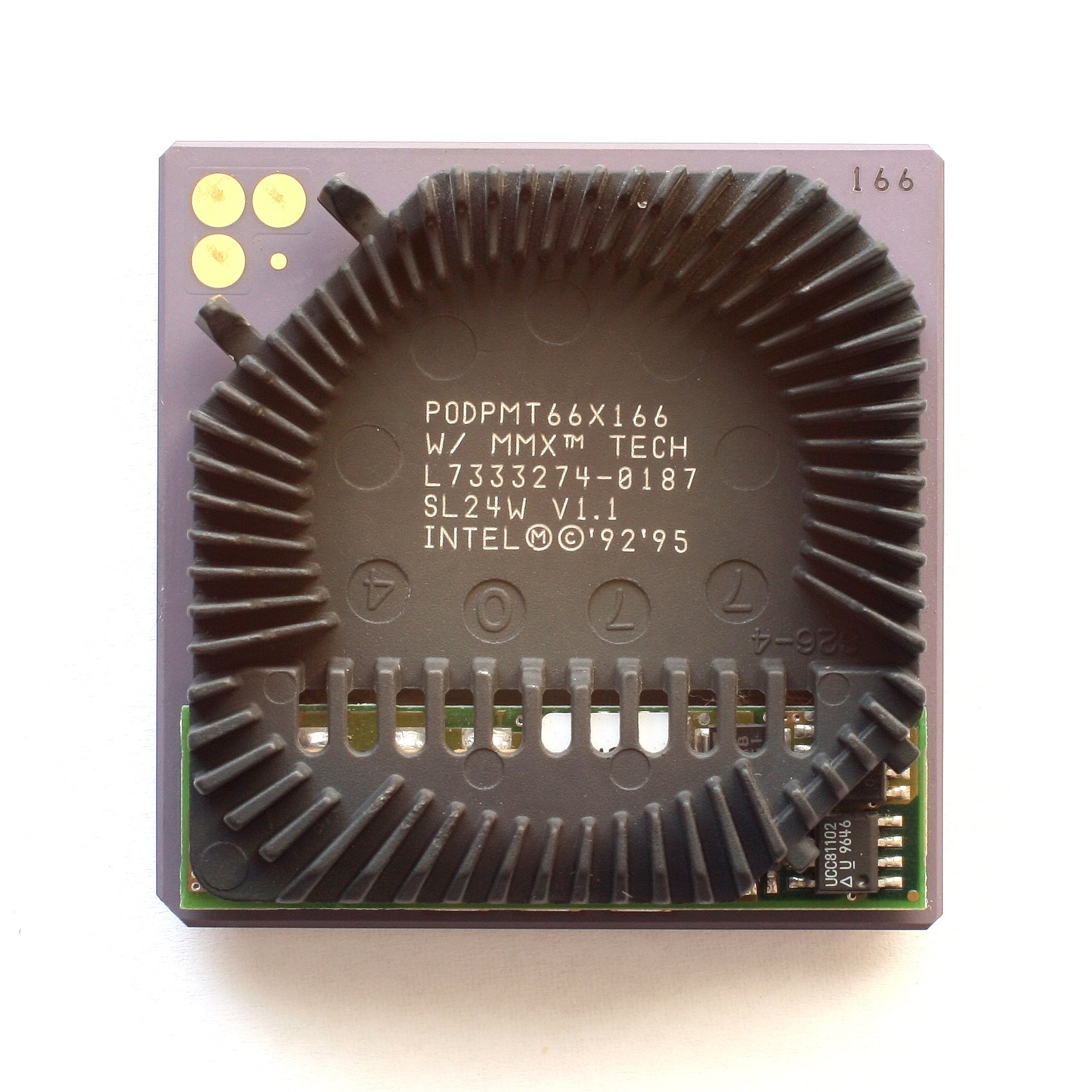
Pentium Overdrive MMX ohne Lüfter
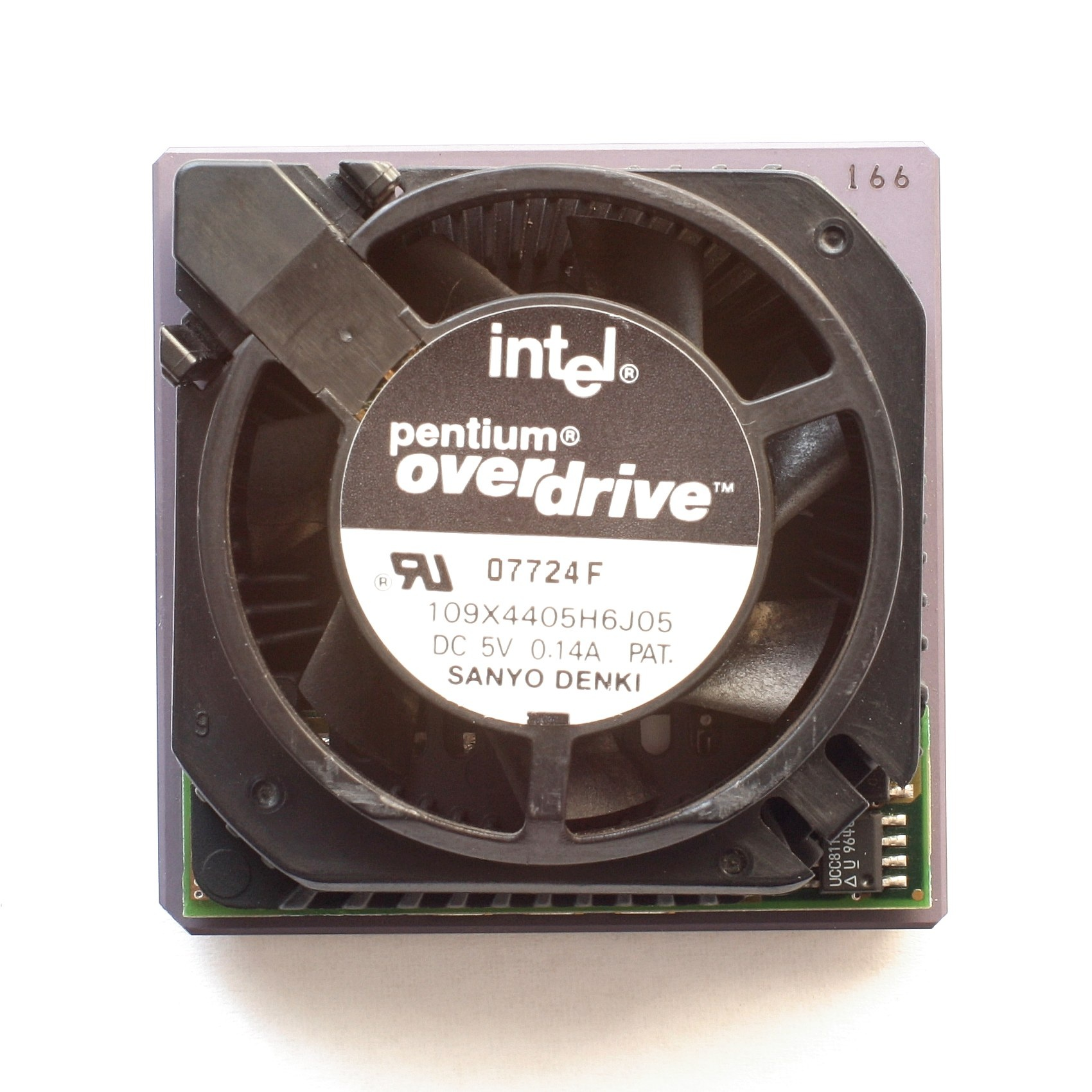
Pentium Overdrive MMX, 166 MHz

Es gibt auch Pentium MMX Prozessoren für Sockel 5 und Sockel 7 Boards. Gedacht zur Aufrüstung bestehender Pentium-Systeme, nicht aber für ältere i486 wie die vorhergegangene Overdrive Prozessoren. Diese CPUs haben eine eigene Elektronik und einen fest angebrachten Lüfter.

### Pentium II OverDrive

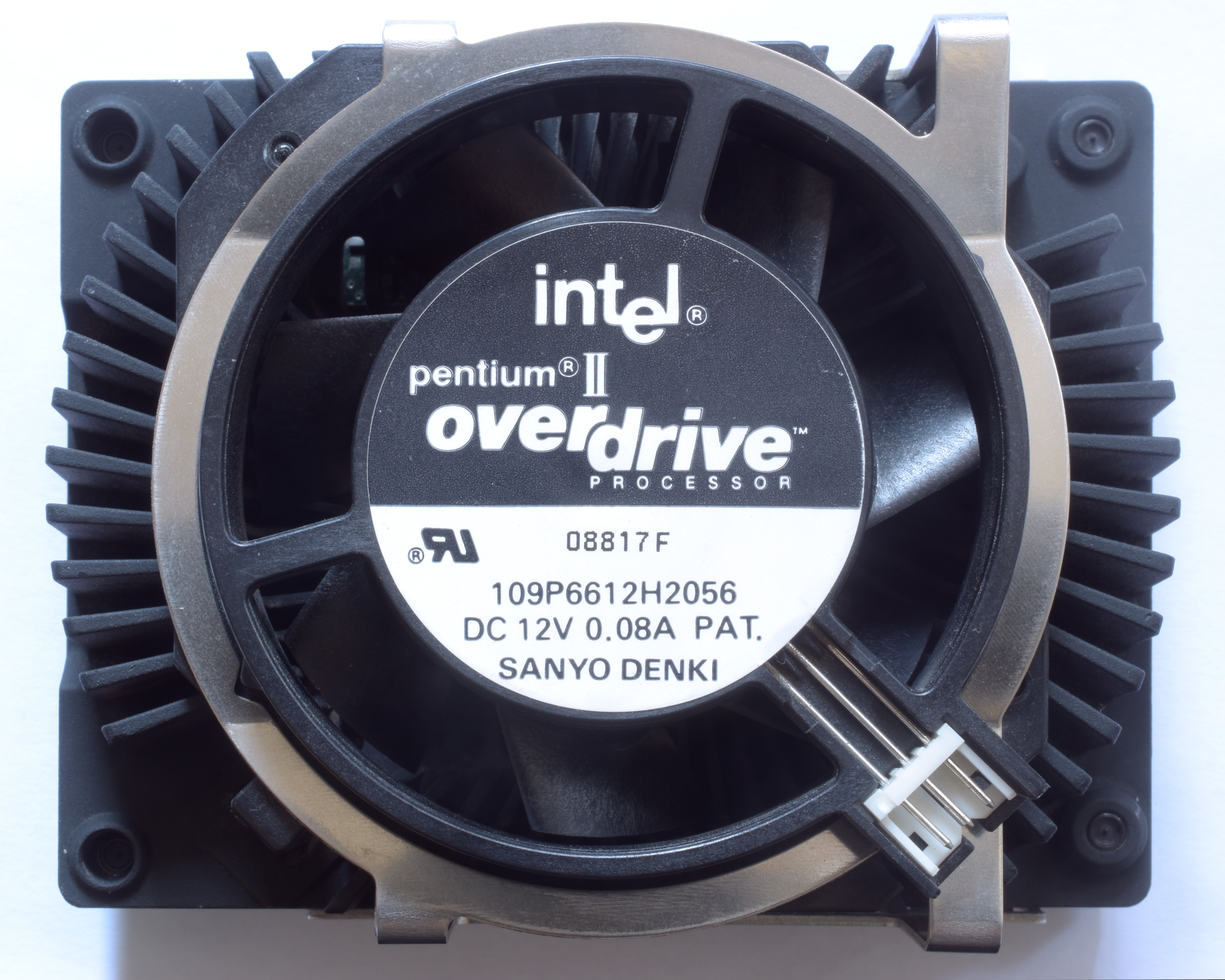
Pentium II OverDrive 333 MHz
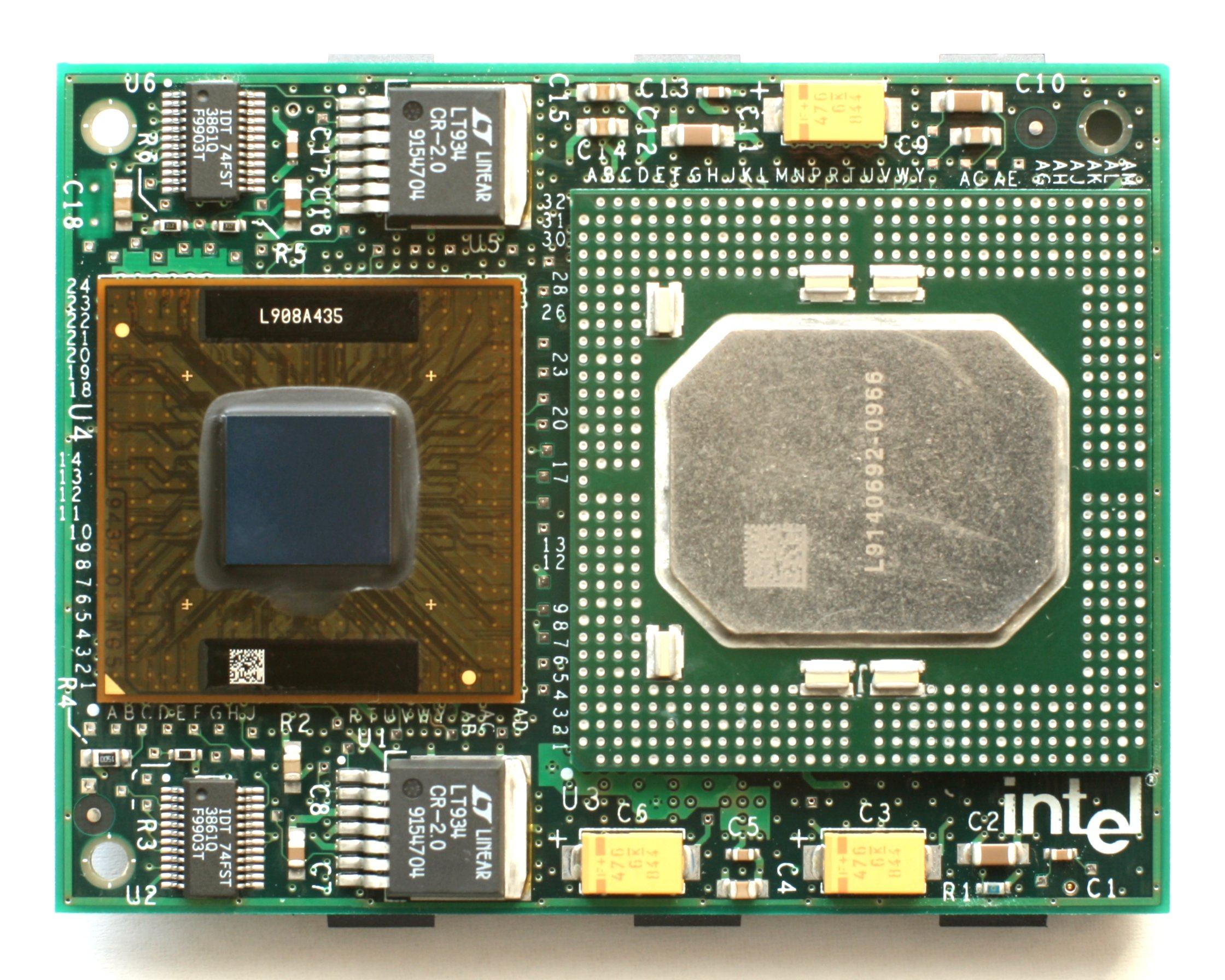
Pentium II Overdrive ohne Gehäuse. Links ist die CPU und rechts ist der Cache-Baustein zu sehen.

Das letzte Intel-Produkt mit der Bezeichnung OverDrive ist der Pentium II OverDrive, der in einem Pentium-Pro-Sockel betrieben werden kann. Bei dem Pentium II OverDrive wurde kritisiert, dass er nicht zum Aufrüsten von großen Multiprozessorsystemen benutzt werden kann, da er nur in Systemen mit maximal zwei CPUs betrieben werden kann.
Es gibt zwei Versionen, mit 300 MHz bei einem 5fachen Bustakt von 60 MHz und mit 333 MHz bei einem 5fachen Bustakt von 66 MHz.
Der Taktmultiplikator beträgt unabhängig von eventuellen Boardeinstellungen immer 5.

## Technische Besonderheiten
Bei den CPUs des Typs i486 kann die Rechenleistung nur durch Erhöhung des Prozessortaktes verbessert werden. Da aber in einer damals üblichen Hauptplatine der Prozessortakt fest mit dem des Systems verknüpft ist, kann nicht ohne weiteres eine CPU durch eine ähnliche, höher getaktete ersetzt werden. Bei den CPUs der Reihe i386, den Vorgängern des i486, wird eine Aufrüstung durch Einsetzen eines kompletten Daughterboards vorgenommen, das die CPU mit hohem Takt betreibt und dabei die Hauptplatine mit dem Systemtakt anspricht. Die OverDrive-CPUs enthalten dagegen die notwendigen Komponenten selbst. Außerdem können sie in anderen Sockeln betrieben werden als für die entsprechende CPU ohne OverDrive vorgesehen. Bei den i486-CPUs besteht alternativ die Möglichkeit des Einsatzes eines Zwischensockels, um eine CPU durch eine höher getaktete CPU zu ersetzen.